# ブライアン・マルルーニー
マーティン・ブライアン・マルルーニー（英語：Martin Brian Mulroney、フランス語：Brian Mulroney、アイルランド語：Brian Mulroney、1939年3月20日 - 2024年2月29日）は、カナダの政治家。第24代首相（在任：1984年9月17日 - 1993年6月25日）。進歩保守党所属。アイルランド系である。

## 人物
1939年3月20日にケベック州ベイ・コモーに誕生した。彼が進歩保守党の党首に選出された時点では、過去に政治家としてのキャリアは無かった。しかし1984年に首相に就任すると9年もの長期政権となった。
自由党のピエール・トルドー政権以来カナダはアメリカ依存を脱却して自立を目指す経済政策を取ってきたが、マルルーニー政権は親アメリカ・対外開放路線を進め、アメリカとの自由貿易協定を締結した。これは後にメキシコを加えた北米自由貿易協定へと発展した。
2023年はじめには前立腺がん、同年夏には心臓の手術を受けたが病状は回復したという。
2024年2月29日に入院先のフロリダ州パームビーチの病院にて死去。84歳没。転倒したことをきっかけに治療を受けていた。